# 2024-es Formula–1 miami nagydíj
A miami nagydíj volt a 2024-es Formula–1 világbajnokság hatodik futama, amelyet 2024. május 3. és május 5. között rendeztek meg a Miami International Autodrome versenypályán, Miami városában.
Lando Norris pályafutása első nagydíjgyőzelmét szerezte a futamon.

## Szabadedzés
A miami nagydíj szabadedzését május 3-án, pénteken délelőtt tartották, magyar idő szerint 18:30-tól.
| helyezés | versenyző        | csapat/motor                 | elért idő | különbség | futott kör |
| -------- | ---------------- | ---------------------------- | --------- | --------- | ---------- |
| 1        | Max Verstappen   | Red Bull Racing-Honda RBPT   | 1:28,595  | –         | 25         |
| 2        | Oscar Piastri    | McLaren-Mercedes             | 1:28,700  | +0,105    | 24         |
| 3        | Carlos Sainz Jr. | Ferrari                      | 1:28,711  | +0,116    | 24         |
| 4        | George Russell   | Mercedes                     | 1:28,784  | +0,189    | 26         |
| 5        | Lance Stroll     | Aston Martin Aramco-Mercedes | 1:28,817  | +0,222    | 25         |
| 6        | Sergio Pérez     | Red Bull Racing-Honda RBPT   | 1:28,868  | +0,273    | 23         |
| 7        | Lewis Hamilton   | Mercedes                     | 1:29,012  | +0,417    | 24         |
| 8        | Cunoda Júki      | RB-Honda RBPT                | 1:29,056  | +0,461    | 25         |
| 9        | Esteban Ocon     | Alpine-Renault               | 1:29,163  | +0,568    | 23         |
| 10       | Pierre Gasly     | Alpine-Renault               | 1:29,175  | +0,580    | 27         |
| 11       | Daniel Ricciardo | RB-Honda RBPT                | 1:29,178  | +0,583    | 27         |
| 12       | Kevin Magnussen  | Haas-Ferrari                 | 1:29,189  | +0,594    | 26         |
| 13       | Nico Hülkenberg  | Haas-Ferrari                 | 1:29,314  | +0,719    | 25         |
| 14       | Alexander Albon  | Williams-Mercedes            | 1:29,393  | +0,798    | 24         |
| 15       | Csou Kuan-jü     | Kick Sauber-Ferrari          | 1:29,445  | +0,850    | 24         |
| 16       | Lando Norris     | McLaren-Mercedes             | 1:29,495  | +0,900    | 21         |
| 17       | Valtteri Bottas  | Kick Sauber-Ferrari          | 1:29,636  | +1,041    | 23         |
| 18       | Logan Sargeant   | Williams-Mercedes            | 1:29,891  | +1,296    | 23         |
| 19       | Fernando Alonso  | Aston Martin Aramco-Mercedes | 1:30,023  | +1,428    | 22         |
| 20       | Charles Leclerc  | Ferrari                      | 1:32,099  | +3,504    | 3          |

## Sprintidőmérő
A miami nagydíj sprintidőmérőjét május 3-án, pénteken délután tartották, magyar idő szerint 22:30-tól.
| helyezés | rajtszám | versenyző        | csapat/motor                 | 1. rész  | 2. rész    | 3. rész  | rajthely | futott kör |
| -------- | -------- | ---------------- | ---------------------------- | -------- | ---------- | -------- | -------- | ---------- |
| 1        | 1        | Max Verstappen   | Red Bull Racing-Honda RBPT   | 1:28,194 | 1:28,001   | 1:27,641 | 1        | 12         |
| 2        | 16       | Charles Leclerc  | Ferrari                      | 1:28,537 | 1:27,977   | 1:27,749 | 2        | 17         |
| 3        | 11       | Sergio Pérez     | Red Bull Racing-Honda RBPT   | 1:28,681 | 1:27,865   | 1:27,876 | 3        | 11         |
| 4        | 3        | Daniel Ricciardo | RB-Honda RBPT                | 1:28,700 | 1:28,122   | 1:28,044 | 4        | 14         |
| 5        | 55       | Carlos Sainz Jr. | Ferrari                      | 1:28,435 | 1:28,262   | 1:28,103 | 5        | 16         |
| 6        | 81       | Oscar Piastri    | McLaren-Mercedes             | 1:28,056 | 1:28,163   | 1:28,161 | 6        | 16         |
| 7        | 18       | Lance Stroll     | Aston Martin Aramco-Mercedes | 1:28,807 | 1:28,323   | 1:28,375 | 7        | 15         |
| 8        | 14       | Fernando Alonso  | Aston Martin Aramco-Mercedes | 1:28,192 | 1:28,189   | 1:28,419 | 8        | 14         |
| 9        | 4        | Lando Norris     | McLaren-Mercedes             | 1:27,939 | 1:27,597   | 1:28,472 | 9        | 12         |
| 10       | 27       | Nico Hülkenberg  | Haas-Ferrari                 | 1:29,040 | 1:28,330   | 1:28,476 | 10       | 15         |
| 11       | 63       | George Russell   | Mercedes                     | 1:28,387 | 1:28,343   |          | 11       | 12         |
| 12       | 44       | Lewis Hamilton   | Mercedes                     | 1:28,736 | 1:28,371   |          | 12       | 12         |
| 13       | 31       | Esteban Ocon     | Alpine-Renault               | 1:28,873 | 1:28,379   |          | 13       | 12         |
| 14       | 20       | Kevin Magnussen  | Haas-Ferrari                 | 1:28,377 | 1:28,614   |          | 14       | 12         |
| 15       | 22       | Cunoda Júki      | RB-Honda RBPT                | 1:28,687 | idő nélkül |          | 15       | 9          |
| 16       | 10       | Pierre Gasly     | Alpine-Renault               | 1:29,185 |            |          | 16       | 6          |
| 17       | 24       | Csou Kuan-jü     | Kick Sauber-Ferrari          | 1:29,267 |            |          | 17       | 6          |
| 18       | 77       | Valtteri Bottas  | Kick Sauber-Ferrari          | 1:29,360 |            |          | 19[a]    | 7          |
| 19       | 2        | Logan Sargeant   | Williams-Mercedes            | 1:29,551 |            |          | 18       | 6          |
| 20       | 23       | Alexander Albon  | Williams-Mercedes            | 1:29,858 |            |          | boxutca  | 6          |

Megjegyzések:
- ↑ a:  Valtteri Bottas feltartotta Oscar Piastrit a sprintkvalifikáción, ezért egy három rajthelyes büntetést kapott.[2]
- ↑ b:  Alexander Albon autójának beállításait a parc fermében módosították, ezért a boxutcából kellett megkezdenie a sprintfutamot.[3]

## Sprintfutam
A miami nagydíj sprintfutamát május 4-én, szombaton délben tartották, magyar idő szerint 18:30-tól.
| helyezés | rajtszám | versenyző        | csapat/motor                 | futott kör | idő/kiesés oka   | rajthely | pont |
| -------- | -------- | ---------------- | ---------------------------- | ---------- | ---------------- | -------- | ---- |
| 1        | 1        | Max Verstappen   | Red Bull Racing-Honda RBPT   | 19         | 31:31,383        | 1        | 8    |
| 2        | 16       | Charles Leclerc  | Ferrari                      | 19         | +3,371           | 2        | 7    |
| 3        | 11       | Sergio Pérez     | Red Bull Racing-Honda RBPT   | 19         | +5,095           | 3        | 6    |
| 4        | 3        | Daniel Ricciardo | RB-Honda RBPT                | 19         | +14,971          | 4        | 5    |
| 5        | 55       | Carlos Sainz Jr. | Ferrari                      | 19         | +15,222          | 5        | 4    |
| 6        | 81       | Oscar Piastri    | McLaren-Mercedes             | 19         | +15,750          | 6        | 3    |
| 7        | 27       | Nico Hülkenberg  | Haas-Ferrari                 | 19         | +22,054          | 10       | 2    |
| 8        | 22       | Cunoda Júki      | RB-Honda RBPT                | 19         | +29.816          | 15       | 1    |
| 9        | 10       | Pierre Gasly     | Alpine-Renault               | 19         | +31,880          | 16       |      |
| 10       | 6        | Logan Sargeant   | Williams-Mercedes            | 19         | +34,355          | 18       |      |
| 11       | 24       | Csou Kuan-jü     | Kick Sauber-Ferrari          | 19         | +35,078          | 17       |      |
| 12       | 63       | George Russell   | Mercedes                     | 19         | +35,755          | 11       |      |
| 13       | 23       | Alexander Albon  | Williams-Mercedes            | 19         | +36,086          | boxutca  |      |
| 14       | 77       | Valtteri Bottas  | Kick Sauber-Ferrari          | 19         | +36,892          | 19       |      |
| 15       | 31       | Esteban Ocon     | Alpine-Renault               | 19         | +37,740          | 13       |      |
| 16       | 44       | Lewis Hamilton   | Mercedes                     | 19         | +49,347[c]       | 12       |      |
| 17       | 14       | Fernando Alonso  | Aston Martin Aramco-Mercedes | 19         | +59,409          | 8        |      |
| 18       | 20       | Kevin Magnussen  | Haas-Ferrari                 | 19         | +1:06,303[d]     | 14       |      |
| Ki       | 18       | Lance Stroll     | Aston Martin Aramco-Mercedes | 1          | ütközési sérülés | 7        |      |
| Ki       | 4        | Lando Norris     | McLaren-Mercedes             | 0          | ütközés          | 9        |      |

Megjegyzések:
- ↑ c:  Lewis Hamilton átlépte a megengedett sebességhatárt a boxutcában, ezért egy 20 másodperces büntetést kapott.[4]
- ↑ d:  Kevin Magnussen pályaelhagyás általi előnyszerzésért három 10 másodperces büntetést kapott. Továbbá pályaelhagyás miatt egy 5 másodperces büntetést kapott.

## Időmérő edzés
A miami nagydíj időmérő edzését május 4-én, szombaton délután tartották, magyar idő szerint 22:00-tól.
| helyezés | rajtszám | versenyző        | csapat/motor                 | 1. rész  | 2. rész  | 3. rész  | rajthely | futott kör |
| -------- | -------- | ---------------- | ---------------------------- | -------- | -------- | -------- | -------- | ---------- |
| 1        | 1        | Max Verstappen   | Red Bull Racing-Honda RBPT   | 1:27,689 | 1:27,566 | 1:27,241 | 1        | 18         |
| 2        | 16       | Charles Leclerc  | Ferrari                      | 1:28,081 | 1:27,533 | 1:27,382 | 2        | 21         |
| 3        | 55       | Carlos Sainz Jr. | Ferrari                      | 1:27,937 | 1:27,941 | 1:27,455 | 3        | 21         |
| 4        | 11       | Sergio Pérez     | Red Bull Racing-Honda RBPT   | 1:27,772 | 1:27,839 | 1:27,460 | 4        | 18         |
| 5        | 4        | Lando Norris     | McLaren-Mercedes             | 1:27,913 | 1:27,871 | 1:27,594 | 5        | 21         |
| 6        | 81       | Oscar Piastri    | McLaren-Mercedes             | 1:28,032 | 1:27,721 | 1:27,675 | 6        | 19         |
| 7        | 63       | George Russell   | Mercedes                     | 1:28,159 | 1:28,095 | 1:28,067 | 7        | 21         |
| 8        | 44       | Lewis Hamilton   | Mercedes                     | 1:28,167 | 1:27,697 | 1:28,107 | 8        | 21         |
| 9        | 27       | Nico Hülkenberg  | Haas-Ferrari                 | 1:28,383 | 1:28,200 | 1:28,146 | 9        | 21         |
| 10       | 22       | Cunoda Júki      | RB-Honda RBPT                | 1:28,324 | 1:28,167 | 1:28,192 | 10       | 21         |
| 11       | 18       | Lance Stroll     | Aston Martin Aramco-Mercedes | 1:28,177 | 1:28,222 |          | 11       | 15         |
| 12       | 10       | Pierre Gasly     | Alpine-Renault               | 1:27,976 | 1:28,324 |          | 12       | 15         |
| 13       | 31       | Esteban Ocon     | Alpine-Renault               | 1:28,209 | 1:28,371 |          | 13       | 15         |
| 14       | 23       | Alexander Albon  | Williams-Mercedes            | 1:28,343 | 1:28,413 |          | 14       | 15         |
| 15       | 14       | Fernando Alonso  | Aston Martin Aramco-Mercedes | 1:28,453 | 1:28,427 |          | 15       | 15         |
| 16       | 77       | Valtteri Bottas  | Kick Sauber-Ferrari          | 1:28,463 |          |          | 16       | 6          |
| 17       | 6        | Logan Sargeant   | Williams-Mercedes            | 1:28,487 |          |          | 17       | 8          |
| 18       | 3        | Daniel Ricciardo | RB-Honda RBPT                | 1:28,617 |          |          | 20[e]    | 9          |
| 19       | 20       | Kevin Magnussen  | Haas-Ferrari                 | 1:28,619 |          |          | 18       | 9          |
| 20       | 24       | Csou Kuan-jü     | Kick Sauber-Ferrari          | 1:28,824 |          |          | 19       | 9          |

Megjegyzés:
- ↑ e:  Daniel Ricciardo három rajthelyes büntetést kapott, amiért az előző versenyen megelőzte Nico Hülkenberget a biztonsági autós időszak alatt.

## Futam
A miami nagydíj futamát május 5-én, vasárnap délután tartották, magyar idő szerint 22:00-tól.
| helyezés | rajtszám | versenyző        | csapat/motor                 | futott kör | idő/kiesés oka | rajthely | pont |
| -------- | -------- | ---------------- | ---------------------------- | ---------- | -------------- | -------- | ---- |
| 1        | 4        | Lando Norris     | McLaren-Mercedes             | 57         | 1:30:49,876    | 5        | 25   |
| 2        | 1        | Max Verstappen   | Red Bull Racing-Honda RBPT   | 57         | +7,612         | 1        | 18   |
| 3        | 16       | Charles Leclerc  | Ferrari                      | 57         | +9,920         | 2        | 15   |
| 4        | 11       | Sergio Pérez     | Red Bull Racing-Honda RBPT   | 57         | +14,650        | 4        | 12   |
| 5        | 55       | Carlos Sainz Jr. | Ferrari                      | 57         | +16,407[f]     | 3        | 10   |
| 6        | 44       | Lewis Hamilton   | Mercedes                     | 57         | +16,585        | 8        | 8    |
| 7        | 22       | Cunoda Júki      | RB-Honda RBPT                | 57         | +26,185        | 10       | 6    |
| 8        | 63       | George Russell   | Mercedes                     | 57         | +34,789        | 7        | 4    |
| 9        | 14       | Fernando Alonso  | Aston Martin Aramco-Mercedes | 57         | +37,107        | 15       | 2    |
| 10       | 31       | Esteban Ocon     | Alpine-Renault               | 57         | +39,746        | 13       | 1    |
| 11       | 27       | Nico Hülkenberg  | Haas-Ferrari                 | 57         | +40,789        | 9        |      |
| 12       | 10       | Pierre Gasly     | Alpine-Renault               | 57         | +44,958        | 12       |      |
| 13[g]    | 81       | Oscar Piastri    | McLaren-Mercedes             | 57         | +49,756        | 6        |      |
| 14       | 24       | Csou Kuan-jü     | Kick Sauber-Ferrari          | 57         | +49,979        | 19       |      |
| 15       | 3        | Daniel Ricciardo | RB-Honda RBPT                | 57         | +50,956        | 20       |      |
| 16       | 77       | Valtteri Bottas  | Kick Sauber-Ferrari          | 57         | +52,356        | 16       |      |
| 17       | 18       | Lance Stroll     | Aston Martin Aramco-Mercedes | 57         | +55,173[h]     | 11       |      |
| 18       | 23       | Alexander Albon  | Williams-Mercedes            | 57         | +1:16,091      | 14       |      |
| 19       | 20       | Kevin Magnussen  | Haas-Ferrari                 | 57         | +1:24.683[i]   | 18       |      |
| Ki       | 6        | Logan Sargeant   | Williams-Mercedes            | 27         | baleset        | 17       |      |

Megjegyzések:
- ↑ f:  Carlos Sainz Jr. elkerülhető baleset okozásáért 5 másodperces büntetést kapott.
- ↑ g:  Oscar Piastri futotta meg a leggyorsabb kört, azonban a legjobb 10-en kívül fejezte be a versenyt, ezért a bónuszpontot nem kapta meg.
- ↑ h:  Lance Stroll pályaelhagyás általi előnyszerzésért 10 másodperces büntetést kapott.
- ↑ i:  Kevin Magnussen elkerülhető baleset okozásáért 10 másodperces büntetést kapott, továbbá egy 20 másodperces büntetést is kapott amiért nem cserélt kerekeket.

## A világbajnokság állása a verseny után
| H   | Versenyzők       | Pont | H   | Konstruktőrök                | Pont |
| --- | ---------------- | ---- | --- | ---------------------------- | ---- |
| 1.  | Max Verstappen   | 136  | 1.  | Red Bull Racing-Honda RBPT   | 239  |
| 2.  | Sergio Pérez     | 103  | 2.  | Ferrari                      | 187  |
| 3.  | Charles Leclerc  | 98   | 3.  | McLaren-Mercedes             | 124  |
| 4.  | Lando Norris     | 83   | 4.  | Mercedes                     | 64   |
| 5.  | Carlos Sainz Jr. | 83   | 5.  | Aston Martin Aramco-Mercedes | 42   |
| 6.  | Oscar Piastri    | 41   | 6.  | RB-Honda RBPT                | 19   |
| 7.  | George Russell   | 37   | 7.  | Haas-Ferrari                 | 7    |
| 8.  | Fernando Alonso  | 33   | 8.  | Alpine-Renault               | 1    |
| 9.  | Lewis Hamilton   | 27   | 9.  | Williams-Mercedes            | 0    |
| 10. | Cunoda Júki      | 14   | 10. | Kick Sauber-Ferrari          | 0    |

(A teljes táblázat)

## Statisztikák
- Vezető helyen:
  - Max Verstappen: 22 kör (1–22)
  - Oscar Piastri: 4 kör (23-26)
  - Lando Norris: 31 kör (27–57)
- Max Verstappen 38. pole-pozíciója.
- Oscar Piastri 3. versenyben futott leggyorsabb köre.
- Lando Norris 1. futamgyőzelme.
- A McLaren 184. futamgyőzelme.
- Lando Norris 16., Max Verstappen 103., és Charles Leclerc 33. dobogós helyezése.